# حسینیه (مجموعه تلویزیونی)
حسینیه یک مجموعه تلویزیونی محصول سال ۱۳۶۵–۱۳۶۴ به کارگردانی سیداحمد میرعلایی، نویسندگی و تهیه‌کنندگی می‌باشد. این مجموعه محصول شبکه یک بود که پخش نشد.

## بازیگران
- ابوالفضل رجب
- احمد میر علائی
- احمد نعیمی
- اسرافیل علمداری
- اسماعیل امامی
- اکبر نیکرو
- امیرحسین خاکساری
- حبیب‌الله کاسه‌ساز
- حسین خداداد بیگی
- اسماعیل سهل آبادی
- حسین فرخی
- رضا لنکرانی
- رضا ملاعباسی
- عباس غلامحسینی
- عباس فرخی
- علی درخشی
- علیرضا توتونچیان
- محمدعلی سعیدی
- منصوره فیلی
- ناصر حاجی‌زاده
- ناصر عرفانیان
- نبی اسدالهی